# 리갈 하이
《리갈 하이》는 2012년부터 후지 TV 계열에서 방송된 일본의 텔레비전 드라마이다. 주연은 사카이 마사토.

## 개요·시리즈
조금 괴팍하지만, 소송으로 한번도 졌던 적이 없는 민완 변호사·코미카도 켄스케와 성실하고 정의감이 강한 신참 변호사·마유즈미 마치코가 펼치는 코미디 터치의 변호사 드라마.
캐치프레이즈
- 제1기 〈사랑도, 법도, 거짓말이 좋아.〉
- 제2기 〈사랑에 안겨, 법에 젖을래♥〉

### 시리즈
- 제1기 〈리갈 하이〉 (2012년 4월 17일 ~ 6월 26일 21:00 ~ 21:54 (화요 21시대), 전 11회)
- 스페셜 〈리갈 하이〉 (2013년 4월 13일 21:00 ~ 23:10 (토요 프리미엄), 전 1회)
- 제2기 〈리갈 하이〉 (2013년 10월 9일 ~ 12월 18일 22:00 ~ 22:54 (수요 22시대), 전 10회)
- 스페셜 〈리갈 하이〉 (2014년 11월 22일 21:00 ~ 23:10 (토요 프리미엄), 전 1회)

## 등장 인물

### 주요 인물
코미카도 켄스케 (38→39) - 사카이 마사토 (어린 시절:사카구치 와쿠)
연전 연승의 변호사. 상대가 끽소리도 못한 만큼, 도리를 늘어놓아 논파한다. 정의나 피의자의 인권을 지키기 위해서가 아니고, 고액의 보수나 적대하는 검찰·변호사를 철저하게 재기 불능케 하는 것에 중점을 두고 있다.
마유즈미 마치코 (25→27) - 아라가키 유이 (어린 시절:하타케야마 츠무기)
변호사로서의 목표나 이상은 아직 없지만, 곤란해 하고 있는 사람을 내버려둘 수 없는 성격으로 피의자를 생각하는 마음을 가지고 있다.

### 코미카도 법률 사무소
핫토리 (불명) - 사토미 코타로
사무원. 요리 수행을 위해 외국에서 일한 경험이나 다양한 자격을 가져 코미카도를 서포트하고 있다.
카가 란마루 (23) - 타구치 준노스케 (KAT-TUN)
코미카도의 스파이로서 활동하는 청년.

### 미키 법률 사무소
미키 쵸이치로 (50) - 나마세 카츠히사
처음에는 돈이 되는 나무였던 코미카도를 편리하게 여기고 있었다. 범죄에 저촉하는 수법을 취하게 되어, 스스로의 입장을 지키기 위해 해고한다.
사와치 키미에 (35) - 코이케 에이코
미키 담당 비서. 요염한 미모를 무기로 상대를 회유해 나간다.
이데 타카오 (26) - 야노 마사토
미키의 어시스턴트 변호사. 특히 스스로의 신념은 없고, 감정 없게 사무소의 방침에 따라서 있다.

### NEXUS Law Firm
제2기에 등장하는 인물
하뉴 하루키 (25) - 오카다 마사키
대표 변호사. 전 검사. 검사 시절에 직무 경험 제도로 코미카도 법률 사무소에서 변호사 실습을 경험한다. 토쿠나가 코이치로 독살 사건을 계기로 이상으로 삼는 법률가를 목표로 하기 위해 검사를 그만두고, NEXUS를 설립했다.
혼다 제인 (33) - 쿠로키 하루
소속 변호사. 전 검사. 하뉴가 목표로 하는 법률을 실현하는 도움을 주고 싶다는 생각에서 검사를 그만두고, NEXUS에 입소한다.
이소가이 쿠니미츠 (45) - 후루타치 칸지
소속 변호사. 토쿠나가 코이치로 독살 사건을 계기로 15년 다닌 미키 법률 사무소를 퇴소하고, NEXUS에 입소한다.

### 그 외
재판 방청하는 남자 - 오오츠카 카즈토 (RIP SLYME)
코미카도의 재판에 방문하는 남성. 변호사등의 논쟁에 귀를 기울여 그림을 그리면서 즐거운 듯이 방청하고 있다.
타나카 시게루 - 오가와 아츠시
재판장.
사오리
미키와 코미카도가 결정적으로 결별한 인연의 열쇠를 쥐는 존재.
다이고 미노루 - 마츠다이라 켄 (제2기)
토쿠나가 코이치로 독살 사건 주임 검사.
안도 키와 (35) - 코유키 (제2기)
살인 혐의로 사형 판결을 구형받은 피고인.

### 게스트

#### 제1기 (2012년)

##### 제1화
츠보쿠라 유이치 - 나카무라 아오이
주유소 점장 살해 사건 피의자. 장래는 대학에 진학해 생물학자를 목표로 하고 있다.
사이토 히로야 - 롯카쿠 신지
변호측 증인. 공원내의 부지에서 카시와찻집을 영위하고 있다. 사건 당일, 츠보쿠라를 목격하고 있었다고 증언한다.
시마무라 토모코 - 하루
검찰측 증인. 코마바 예술 대학의 학생. 아무렇지도 않은 매일을 블로그에 쓰고 있다.
스기우라 - 마사나 보쿠조
담당 검사.지금까지 코미카도에게 승소 하지 못하고 되지 않는 감정을 안고 있다.
시로이 - 나카하라 타케오
경시청 니시서 경찰서 형사과 경부. 경찰은 많은 원죄를 낳아, 범인 심문의 가시화가 진행되는 현대에서 옛날 그대로의 방법으로 밖에 범인을 마주보고 있다.

##### 제2화
야마우치 하나에 - 후쿠다 사키
〈폭주하는 영혼〉의 보컬 아라카와 보니타로서 활동하고 있다. 작사 작곡 한 〈Don't look back〉의 저작권 침해를 소송한다.
이시즈카 사에코 - 사오리
전 〈폭주하는 영혼〉 멤버 샤를로트 마츠도. 밴드 탈퇴 후, 낮에는 피아노 강사, 밤에는 캬바쿠라에서 바쁘게 일하고 있다.
쟝고쟝고 히가시쿠루메 - 쿠보타 마사타카
〈폭주하는 영혼〉의 기타리스트. 원래 5명 그룹이었지만, 각각 탈퇴해, 현재는 보니타와 2명이서 활동을 계속하고 있다.
히이라기 시즈카 - 토모치카
히트곡을 연발하는 인기 가수.
카사이 사토시 - 츠루미 싱고
음악 프로듀서. 연간 300건에 가까운 곡을 작성하는 히트 메이커. 히이라기를 위해서 프로듀서한 곡 〈저것은 사랑이었습니다〉가 표절 의혹으로 소송 되었다.
야마우치 미츠오 - 노조에 요시히로／야마우치 카즈요 - 마츠모토 쥰
하나에의 부모님. 부부로 두부 장수로 영위하고 있다. 부친은 솔직하게 응원해주지 못하고 마음에서는 지지 말라며 딸의 밴드 활동에 성원을 보내고 있다.

##### 제3화
에노키도 신야 - 나가야마 켄토
스토커 규제법 위반으로 소송되어, 마유즈미가 국선 변호인이 된다.
무라세 미유키 - 하라다 나츠키
에노키도가 교제하고 있던 여성. 실은 약혼자가 있어 에노키도를 스토커라고 소송한다.
아이자와 히데토미 - 토네사쿠 토시히데
마유즈미의 법과 대학원 때의 은사. 원고 측에 붙는 검찰관.
모치즈키 미도리 - 아치와 사토미
프로 야구 〈도쿄 겟〉의 팬. 더러운 야유로 구장에서 강제퇴장당한 것에 격분해, 구단에 배상청구한다. 핫토리의 추천으로 코미카도가 담당한다.

##### 제4화
쿠와타 쿠미코 - 무라이 미키
2년전에 새 주택을 구입해, 곧 출생할 아이와 햇빛이 맞는 뜰에서 노는 것이 오랜 세월의 꿈이었다.
자택의 근처에 고층 맨션이 건설되어 스스로의 꿈을 실현하기 위해, 공사 회사·시마즈 에스테이트를 상대에게 싸우는 것을 결의한다.
오누키 젠조 - 오와다 신야
건축 소송을 자랑으로 여기는 인권파의 변호사. 종합 건설 업자 업계안에서 가장 두려운 존재이다.
야마다 - 토쿠이 유
본지대 지구 자치회장.
주민의 주환경을 지키기 위해, 인권파 변호사·오누키에게 시공사라는 교섭을 의뢰한다. 친구지만

##### 제5화
토가시 하야오 - 에모리 토오루
거물 정치가.
타츠미 시로우 - 츠다 칸지
도쿄 지방 검찰청 특별 수사부 검찰관.
요시오카 메구미 - 하루키 미사요
토가시 저택의 가정부.
에토 - 코노 요이치로
토가시의 정책 담당 비서.
무카이 요시타카 - 토다 마사히로
전 정치가 비서.
아사이 신지 - 후지이 히로유키
정치가 비서.

##### 제6화
케이코 슈나이더 - 스즈키 쿄카
독일계 미국인인 남편과 재혼해, 뉴욕을 거점으로 변호사 활동을 실시하고 있다.
전 상사 미키의 의뢰로 아내·오카자키의 변호를 담당한다. 코미카도의 전 아내로 위크포인트를 다 알아, 안면이 창백해질 때까지 철저하게 추적해 간다.
칸바야시 아키라 - 스즈키 카즈마
작가. 〈절망이란 이름의 희망〉이라고 하는 작품으로 아쿠타가와 상을 수상한다. 아내는 고액의 돈을 소비하는 낭비벽이나 히스테릭하고 격앙하면 손을 댈 수 없는 것이 있다.
CM 계약 때문에, 잉꼬 부부를 연기해 왔지만 한계까지 달해 이혼을 결단한다.
오카자키 안나 - 아오야마 노리코
전 인기 프리 캐스터. 일을 그만두어 지금까지 남편에게 힘써 왔지만, 부정행위를 해소하는 기색도 없는 것에 초조해, 이혼하는 것을 선택해 고액의 위자료 청구를 바라, 실력이 좋은 미키에게 상담한다.
고마츠 린 - 반도 하루
안나의 사무소 후배. 전 날씨 캐스터. 프로야구 선수와 결혼해, 연예계를 은퇴한다.
고토 준페이 - 나카무라 유이치
린의 남편. 전 프로야구 선수. 현재는 연간 매출액으로 3억엔을 버는 철판구이가게 체인점의 오너. 〈나포리탄몬쟈〉가 히트 해, 일약 유명점으로 성장한다.

##### 제7화
마유즈미 치하루 - 키나미 하루카
마치코의 사촌자매.
토쿠마츠 키스케 - 마루야마 토모미 (어린 시절:스즈키 츠바사)
카헤이의 차남.
토쿠마츠 타이헤이 - 미나가와 사루토키 (어린 시절:타카자와 후보미치)
카헤이의 장남.
토쿠마츠 키요에 - 시시도 미와코 (소녀 시절:이시이 아메리)
카헤이의 장녀.
토쿠마츠 카헤이 - 스가 토미오
토쿠마츠 간장 삼대째 사장.
타노시타 큐사쿠 - 야마야 하츠오
토쿠마츠 간장 고문 변호사.
토쿠마츠 간장 종업원 - 이부키 고로
토쿠마츠 간장 관리자.

##### 제8화
코미카도 세이조 - 나카무라 아츠오
켄스케의 부친.
야스나가 메이 - 요시다 리코 (유아 시절:요네타니 미오/어린 시절:미스 이치고에)
대표작 〈파파의 연인〉등의 출연작 다수의 아역 배우. 자신의 인권을 지키기 위해, 모친을 가정재판소에 친권 정지 심판을 제기한다.
야스나가 루미코 - 오자와 마쥬
메이를 프로듀스하는 예능 사무소 사장.
카지와라 츠토무 - 오카야마 하지메
대기업 예능 사무소로부터 루미코에 뽑혀 메이의 매니저를 맡고 있다.
사토 마유미 - 쿠니미츠 마오 (미니치아☆베어즈)
초등 학생 때, 켄스케로부터 〈산타클로스는 없다〉라고 하는 말을 듣고 상처 받아 운다. 이 사건이 켄스케가 부친과 헤어져 사는 원인의 하나가 된다.

##### 제9 ~ 10화
아리마 타네 - 히다리 토키에
구 키누비촌 원 촌장 부인.
니시키노 하루오 - 니헤이 코이치
전 우체국장.
고다 죠지 - 탄코보 키바지
구 키누비촌의 100헥타르 토지를 개간한 실적을 가진다.
모리구치 사부로 - 타무라 타이지로
초등학교 전 교장 선생님. 구 키누비촌에서 출생해 자란 아이들은 대부분, 제자이다.
모리구치 히사코 - 요시다 사치야
사부로의 아내.
토미타 야스히로 - 이토 코우쥰
전 상가 회장.
이타구라 하츠에 - 카와고에 타마키
건축 현장에서 크레인차를 작동시켜, 6명의 아이를 훌륭하게 길러낸다.
카와다 사토코 - 후지이 쿄코
남편과 쌀을 재배해, 생활해 나가기 위해서 농업과는 별도로 부부로서 날품팔이 일을 해, 가족을 부양해 왔다.
기요카와 - 미츠이 젠츄
선우 화학 제4공장장.
이케베 - 진보 사토시
선우 화학 사장.

##### 제10화
마치무라 - 요코우치 타다시
화학 전공 명예 교수.
우츠노미야 - 야마다 쥰다이
화학 전공 박사.
데미즈 마이 - 니시하라 아키
고교 교사 이과 담당.
헬무트 마이어 - Otto
베를린 대학 수질 화학 전공 준교수.
야기누마 카나 - 타바타 토모코
선우 화학 연구개발부 주임.

##### 최종화
카나자와 - 사카키 히데오
전 프론티어 케미컬 래버러토리 영업부 사원. 계장 대우로 선우 화학에 인재 스카우트되지만 부당한 취급을 받아 해고된다.
무라카미 - 오미야 타로
바이오케미컬이라고 하는 연구로 성과를 올려 장래의 노벨 화학상 후보라고 말해지고 있는 연구자.
이시가미 - 아즈마 미키히사
프론티어 케미컬 래버러토리 사장. 선우 화학 사장 이케베와는 대학 선후배 사이이다.
웨이트리스 - 오노 에레나
마유즈미와 스기우라가 들어온 찻집의 웨이트리스.

#### 스페셜 드라마
후지이 미나미 (27) - 에이쿠라 나나
공립 우사기가오카 중학교 2학년 C반 담임 교사. 합창부 고문. 이지메가 없었다고 주장하고 있다.
벳푸 토시코 (35) - 히로스에 료코
코구레 카즈히코 이지메 문제의 소송 재판을 담당하는 재판장.
테시가와라 이사오 (65) - 키타오오지 킨야
학교 측 대리인 변호사.
코구레 히데미 - 호리우치 케이코
카즈히코의 어머니.
코구레 카즈히코 - 스에오카 타쿠토
2학년 C반 학생.
아오야마 슌 - 오카야마 토모키
2학년 C반 학생. 카즈히코를 괴롭히고 있었다는 남자 그룹의 리더.
타카키 켄토 - 닛타 카이토
2학년 C반 학생. 이지메 혐의가 있는 남자 그룹의 멤버.
사사오카 코스케 - 이시바시 이츠키
2학년 C반 학생. 이지메 혐의가 있는 남자 그룹의 멤버.
카나모리 마코토 - 사사키 히나타
2학년 C반 학생. 이지메 혐의가 있는 남자 그룹의 멤버.
아베 유미코 - 오노 카린
2학년 C반 학생. 카즈히코의 동급생.
이노우에 카오리 - 이토 사이리
2학년 C반 학생. 카즈히코의 동급생.
오다 히나코 - 카네코 미온
2학년 C반 학생. 카즈히코의 동급생.
하야시 - 타카하시 겐타로
우사기가오카 중학교 용무원으로, 원고 측 증인.
타누마 코키치 - 키노시타 타카오
예술가.

#### 제2기 (2013년)

##### 제1화
미나미카제 룬룬 - 코지마 후지코
아이돌.
츠치야 히데노리 - 나카오 아키요시
토쿠나가 코이치로 독살 사건의 증인.
토쿠나가 코이치로 - 우노 타스쿠
토쿠나가 통운 사장. 2년 전, 누군가 저녁 식사 때 수프에 청산 화합물을 넣어 독살당한다.
토쿠나가 사츠키 - 우치다 아이
아버지와 마찬가지로 독을 넣은 수프를 마시고, 생명의 위험에 노출되었지만 목숨은 건졌다. 하지만 후에 외상 후 스트레스 장애를 일으킨다.

##### 제2화
아유카와 히카루 - 사토 류타
전 코스모스 게이트 사장.
타마가와 타마 - 타니무라 미츠키
만화가. 본명:히라야마 야스코.
이노 요시타카 - 미야케 히로키
자칭 블로거로, 닉네임은 이노센트 보이.
와키 - 토무 하타나카
가든 출판 만화 편집부. 타마가와의 담당 편집자.
히라야마 - 하마다 미치히코
타마가와의 아버지.

##### 제3화
쿠마이 켄고 - 츠카지 무가
마유즈미의 고교 시절 동급생.
쿠마이 호노카 - 미나미
켄고의 아내.

##### 제4화
니시히라 나츠 - 사토 히토미

히가시야마 후유우미 - 네코제 츠바키

니시히라 토시오 - 야마모토 오사무

히가시야마 히로시 - 치바 페이톤

니시히라 노리아키 - 하시모토 토모야

히가시야마 히로무 - 사토 루이키

챔프 - 팀

##### 제5화
마유즈미 모토오 - 쿠니무라 준
마치코의 아버지.
타무카이 마나부 (30) - 노무라 마사키
〈아지사이 문구〉 시절에 오야지이누라는 캐릭터를 발안해 회사를 크게 만들었다. 그 후에는 직장 내에서 배치 전환을 당했다.
미에 - 사토 나오코
마나부의 부인.
유리코 - 오오무라 미키
마나부의 딸.
미야우치 - 후케 노리마사
〈아지사이 문구〉의 전 사원. 후의 〈AJISAI 컴퍼니〉 사원.
미즈노 - 코시무라 코이치
〈아지사이 문구〉의 전 사원. 후의 〈AJISAI 컴퍼니〉 사원.
카사이 - 우메자와 마사요
〈아지사이 문구〉의 전 사원.
오오키 카즈코 - 코야나기 유키미
〈아지사이 문구〉의 전 사원.

##### 제6화
호죠 아이코 - 스즈키 호나미
재무성 관료.
시마 사토루 - 하야시 야스후미
아이코의 남편으로 초등학교 교사.
우다가와 에이치 - 이케우치 만사쿠
아이코의 남편으로 노무자.
타키구치 텟페이 - 야시바 토시히로
아이코의 남편으로 화가.
시마 스미에 - 타카바야시 유키코
사토루의 어머니.
네모토 나오미 - 겐카쿠 유코
소타의 어머니로 사토루의 전 부인.
시마 소타 - 스다 에이토
사토루가 데려온 아이.
우다가와 마즈 - 아오키 유즈
에이치가 데려온 아이.
우다가와 키라라 - 나이토 호노카
에이치·아이코 사이에서 태어난 아이.
우다가와 티아라 - 타키자와 미유
에이치·아이코 사이에서 태어난 아이.
타키구치 마리아 - 사토 후와
텟페이·아이코 사이에서 태어난 아이.

##### 제7화
우츠노미야 진페이 - 이토 시로
스튜디오 코하루비요리 대표.
호즈미 코우 - 콘도 코엔
스튜디오 코하루비요리 소속의 애니메이터.
오오이시 카나에 - 이세 시마

고다 - 하시모토 준

와타나베 - 에라 준
라멘 가게 주인.
히라노 리카 - 우치다 미라이

##### 제8화
아카마츠 스즈코 - 츠노가에 카즈에
오자오자 숲 후루사토관 관장.
아카마츠 마리나 - 토오노 나기코

아카마츠 츠네오 - 무라스기 세미노스케

아카마츠 마사오 - 하야시 카즈요시

아카마츠 요시후미 - 토모마츠 사카에

아카마츠 유스케 - 토베 슌스케

이와타 나오유키 - 나가이 츠토무

##### 제9화
에가미 준코 - 이누야마 이누코

이타바시 아케미 - 후카사와 에미

노무라 마사타케 - 카토 타다요시

#### 리갈 하이 스페셜(2014년)
쿠죠 카즈마 - 오오모리 나오
택시회사를 등쳐먹으러 갔다가 그 자리에 있던 나카하라 사야카의
부탁을 받고는, 변호사 인생 처음으로 재판을 벌인다.
나카하라 사야카 - 키치세 미치코
택시회사 직원으로, 남편이 불치병 치료도중 불미스러운 사고로 죽어버리자,
회사에 등쳐먹으러 왔던 쿠죠에게 재판을 부탁한다.
아카메 요시미 - 고리키 아야메
아카메 요시지 원장의 둘째 딸.
히로세 후미야 - 히가시데 마사히로
아카메 요시지 원장의 둘째 사위.
아카메 요시지 - 후루야 잇코
종합병원 원장. 헤임릭 루골 증후군의 권위자로, 그 병의 신약인 Z-마브를 나카하라 준
(나카하라 사야카의 남편)에게 투약한 뒤 그가 사망하자 나카하라 사야카와 쿠죠 카즈마에게
고소당한다.
오카베 치호 - 키리시마 레이카
토우토 종합병원의 간호사장. 원고측 변호사인 쿠죠 카즈마로부터 아카메 원장과의 불륜관계가
폭로당한다.

## 제작진
- 기획 - 나리카와 히로아키 (제1기·제2기), 카토 타츠야 (제1기·스페셜)
- 각본 - 코사와 료타
- 음악 - 하야시 유키 / 오노 유지 (제1기 제7화만)
- 연출 - 이시카와 준이치, 죠호 히데노리, 니시자카 미즈키 (제2기)
- 연출 보조 - 키쿠카와 마코토
- 법률 감수 - 모리타 타카히데, 무로타니 코이치로
- 재판 지도 - 하기와라 에레이
- 푸드 코디네이터 - 하라 유코 (제1기), 스미카와 케이코
- 바이올린 지도 - 나카다 유이치
- 중국어 지도 - Seung Yik-San
- 펑크곡 협력 - 우에모토 아츠시
- 팝스곡 협력 - 사쿠라이 신이치
- 펑크 연주 협력 - 타다 RIKKI-8 후지, 히야마 유지, 시라토리 코타로
- 지겐류 지도 - 와다 히로미츠
- 에스테틱 지도 - 탄노 카코
- 스턴트 코디네이터 - 켄모치 마코토
- 조연 - 하토리 히로유키
- 오프닝 타이틀 - 야마모토 마사유키
- 타이틀 협력 - FILM, IMAGICA
- 영상 협력 - KTS 카고시마 TV (제1기 제8·최종화)
- 프로듀스 - 이나다 히데키
- 프로듀스 보조 - 스즈키 리카코
- 제작 - 후지 TV (제1기·스페셜)
- 제작 협력 - 쿄도 TV (제2기)
- 제작 저작 - 쿄도 TV (제1기·스페셜), 후지 TV (제2기)

## 악곡

### 제1기·스페셜
- 주제가 - PES from RIP SLYME 〈여신의 KISS〉 (unBORDE)
- 오프닝 테마 - 오노 에레나 〈에레뿅〉 (워너 뮤직 재팬)

### 제2기
- 주제가 - RIP SLYME 〈SLY〉 (unBORDE)
- 오프닝 테마 - 9nine 〈Re:〉 (SME Records)

## 수상
이하의 수상은 모두 연속 드라마 제1기의 것.
- 2012년 6월도 갤럭시상
- 제50회 갤럭시상 (상반기 입상 결정 작품)
- 제73회 더 텔레비전 드라마 아카데미상 감독상, 각본상
- 2012년도 도쿄 드라마 어워드 우수상, 주연 남우상 (사카이 마사토)
  - 그랑프리는 《가정부 미타》였지만, “대접전”이었다고 한다[1].
- 제39회 방송 문화 기금상 텔레비전 드라마 프로그램 부문 본상

## 방송 일자

### 제1기 (2012년)
| 각 화                                                       | 방송일          | 부제                                                                                        | 연출            | 시청률 |
| ----------------------------------------------------------- | --------------- | ------------------------------------------------------------------------------------------- | --------------- | ------ |
| 제1화                                                       | 2012년 4월 17일 | 최고이지만 최악의 변호사…사랑도 법도 거짓말을 한다!?                                        | 이시카와 준이치 | 12.2%  |
| 제2화                                                       | 2012년 4월 24일 | 저작권 소송은 돈이 된다!?                                                                   | 이시카와 준이치 | 12.1%  |
| 제3화                                                       | 2012년 5월 1일  | 첫사랑인가 스토커인가? 통곡의 연애 재판!?                                                   | 죠호 히데노리   | 11.2%  |
| 제4화                                                       | 2012년 5월 8일  | 태양을 돌려주어라! 맨션 재판 의리없는 전쟁                                                  | 죠호 히데노리   | 12.3%  |
| 제5화                                                       | 2012년 5월 15일 | 기한은 7일! 돈인가 생명인가!? 악덕 정치가를 지켜라                                          | 이시카와 준이치 | 10.9%  |
| 제6화                                                       | 2012년 5월 22일 | DV? 양다리? 유혈의 이혼 재판 자객은 전 아내                                                 | 죠호 히데노리   | 11.6%  |
| 제7화                                                       | 2012년 5월 29일 | 형제의 상속 싸움! 간장 일족에게 잠복하는 비밀과 거짓말                                      | 이시카와 준이치 | 14.2%  |
| 제8화                                                       | 2012년 6월 5일  | 친권을 빼앗아라! 천재 아역과 어머니의 절연 재판                                             | 죠호 히데노리   | 14.5%  |
| 제9화                                                       | 2012년 6월 12일 | 은원의 마을 사람이여…아름다운 고향을 되찾아라!!                                             | 이시카와 준이치 | 12.8%  |
| 제10화                                                      | 2012년 6월 19일 | 파산인가 5억인가!? 안녕히 긍지 높은 정의 마을                                               | 죠호 히데노리   | 12.0%  |
| 최종화                                                      | 2012년 6월 26일 | 내부 고발자를 부당 해고로부터 구해라!! 최강의 변호사가 마침내 패배!? 진실은 항상 희극이다!! | 이시카와 준이치 | 13.4%  |
| 평균 시청률 12.5% (시청률은 칸토 지구·비디오 리서치사 조사) |                 |                                                                                             |                 |        |

- 첫회는 15분 확대 방송 (21:00 ~ 22:09).
- 제8화는 〈2012 런던 올림픽 발리볼 세계 최종 예선 남자 한국×일본〉 중계 연장 때문에 21:55 ~ 22:49 방송.

### 스페셜 (2013년)
| 방송일          | 부제 | 연출            | 시청률 |
| --------------- | --- | --------------- | ------ |
| 2013년 4월 13일 | 대인기 법정 코미디 완전 신작 위자료 1억엔으로 학교를 고소해라!! 어둠에 있는 주모자와 미소의 여교사…감추어진 진실과 재판장의 어둠 | 이시카와 준이치 | 13.5%  |

### 제2기 (2013년)
| 각 화                                                       | 방송일           | 부제                                                                                       | 연출            | 시청률 |
| ----------------------------------------------------------- | ---------------- | ------------------------------------------------------------------------------------------ | --------------- | ------ |
| 제1화                                                       | 2013년 10월 9일  | 완전 부활·코미카도 켄스케! 모든 것은 의뢰인을 위해 무패의 변호사가 비도의 악인에게 맞선다! | 이시카와 준이치 | 21.2%  |
| 제2화                                                       | 2013년 10월 16일 | 적반하장 천재 기업가~"중얼거렸더니" 명예 훼손?                                             | 이시카와 준이치 | 16.8%  |
| 제3화                                                       | 2013년 10월 23일 | 얼굴인가? 마음인가? 어느 쪽을 선택할래? 전대미문의 정형 재판                               | 죠호 히데노리   | 18.5%  |
| 제4화                                                       | 2013년 10월 30일 | 이웃 교제는 꿀맛!? 질투가 소용돌이치는 이웃 재판!!                                         | 니시자카 미즈키 | 18.3%  |
| 제5화                                                       | 2013년 11월 6일  | 권리는 누구의 것? 창가 사원의 캐릭터 재판!!                                                | 이시카와 준이치 | 18.3%  |
| 제6화                                                       | 2013년 11월 13일 | 새로운 사랑의 형태인가 중혼인가!? 소송당한 아내는 남편이 3명                               | 죠호 히데노리   | 17.7%  |
| 제7화                                                       | 2013년 11월 20일 | 천재인가 폭군인가!? 세계적 애니메이션 감독 파워하라 재판!!                                 | 니시자카 미즈키 | 17.7%  |
| 제8화                                                       | 2013년 11월 27일 | 세계에 자랑하는 자연유산을 지켜라!! 주민 소송 놀라움의 진실                                | 이시카와 준이치 | 16.2%  |
| 제9화                                                       | 2013년 12월 11일 | 드디어 최고 재판소! 만일 전국민이 적이라도 반드시 목숨을 구한다                            | 죠호 히데노리   | 18.3%  |
| 최종화                                                      | 2013년 12월 18일 | 이전삼전하는 최후의 법정!! 집념으로 구해라 의뢰인!! 진실은 비극인가 희극인가!?             | 이시카와 준이치 | 18.9%  |
| 평균 시청률 18.4% (시청률은 칸토 지구·비디오 리서치사 조사) |                  |                                                                                            |                 |        |

- 제1화는 30분 확대 방송 (22:00 ~ 23:24).
- 2013년 12월 4일은 《2013 FNS 가요제》(19:00 ~ 23:18) 때문에 휴지.

### 스페셜 (2014년)
| 방송일           | 부제 | 연출            | 시청률 |
| ---------------- | --- | --------------- | ------ |
| 2014년 11월 22일 | 대인기 법정 드라마 완전 신작!! 대병원에서 일어난 돌연사 숨겨진 의료 미스!?…애증이 소용돌이치는 하얀 거탑 벼랑 끝 재판의 행방 | 이시카와 준이치 | 15.1%  |

## 참고 문헌
- 〈변호사 드라마〉 사상 가장 웃기는 최상의 법률 코미디! 《리갈 하이》 갓 수확한 후지 TV 2012년 2월 14일 열람